# Staatsarchiv Aargau
Das Staatsarchiv Aargau in Aarau ist das zentrale Archiv des Schweizer Kantons Aargau und seiner Rechtsvorgänger. Es ist eine öffentlich-rechtliche Anstalt und gehört zum Departement Bildung, Kultur und Sport (BKS).

## Aufgaben
Mit dem Gesetz über die Information der Öffentlichkeit, den Datenschutz und das Archivwesen (IDAG) vom 24. Oktober 2006 hat der Kanton Aargau nicht nur das Öffentlichkeitsprinzip eingeführt, sondern auch den Datenschutz und das Archivwesen gesetzlich verankert. Dem Staatsarchiv kommt die Aufgabe zu, kulturelles Erbe zu bewahren, die dauerhafte Dokumentation für die Bedürfnisse des Kantons, der Öffentlichkeit und der Wissenschaft sicherzustellen und für die fachgerechte Aufbewahrung, Erschliessung und Vermittlung der Dokumente zu sorgen.

## Geschichte

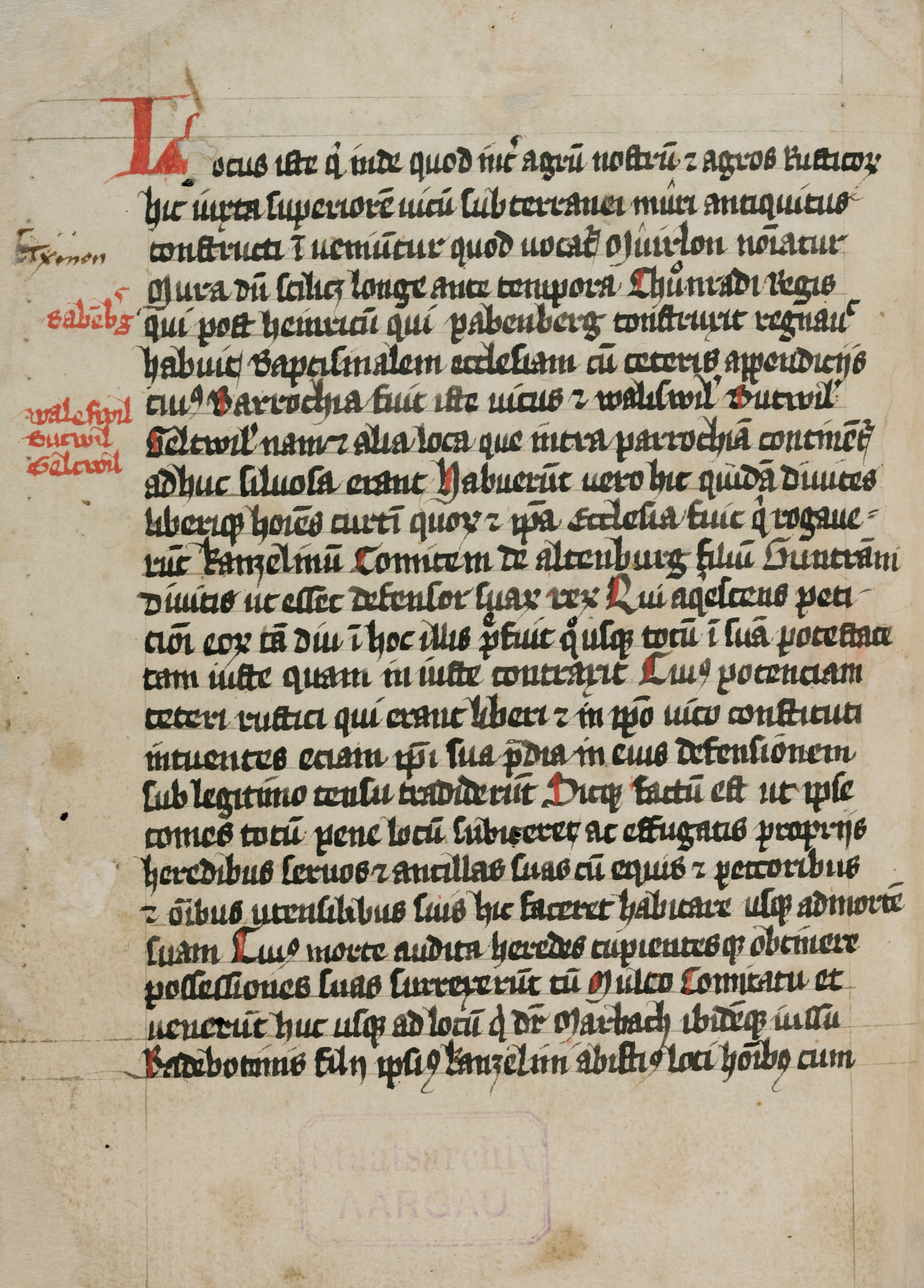
Beispiel einer Handschrift im Staatsarchiv: die erste Seite der Acta Murensia, einer Handschrift des Klosters Muri aus dem 12. Jahrhundert.

Nach Gründung des Kantons Aargau 1803 besorgte der Registrator der Staatskanzlei in Aarau die Organisation und Archivierung der durch die neuen gesetzgebenden und ausführenden Behörden produzierten Akten. Diese waren in den ersten Jahren in einem der unteren Räume des alten städtischen Rathauses untergebracht, das der Kantonsregierung von den helvetischen Behörden zur Verfügung gestellt worden war. In den 1820er Jahren zog das Archiv ins neue Regierungsgebäude an der Vorderen Vorstadt.
Der erste Archivar im eigentlichen Sinn war Franz Xaver Bronner. Da es sich als notwendig erwiesen hatte, eine Person zu haben, welche sich in den Unterlagen der alten Zeit zurechtfand, wurde der Leiter der Kantonsbibliothek Bronner, als anerkannter Gelehrter, 1830 zusätzlich zum Staatsarchivar ernannt. Mit einem Unterbruch von 1848 bis 1889 blieb das Amt des Staatsarchivars im Folgenden bis 1967 mit dem des Kantonsbibliothekars verschmolzen.
Ab 1832 waren der gemeinsame Lesesaal und die Magazine der Bibliothek im Grossratsgebäude untergebracht. Die Archivalien verblieben allerdings im benachbarten Regierungsgebäude und wurden erst 1923 ins Grossratsgebäude verschoben. Die Verbesserung der räumlichen Situation des Archivs im Grossratsgebäude erlaubte nun die Zusammenführung der von früheren Behörden hinterlassenen Quellen zur Kantonsgeschichte in Aarau. Zwischen 1929 und 1934 wurde das in den Bezirksarchiven und den Nebenarchiven der Zentralverwaltung liegende Archivgut aus der Zeit vor 1803 gesammelt und ins Staatsarchiv überführt.
1959 bezogen Staatsarchiv und Kantonsbibliothek gemeinsam einen für sie bestimmten Neubau. Die organisatorische Trennung der beiden Institutionen 1967 wurde mit dem Umzug des Staatsarchivs in das neue Verwaltungsgebäude Buchenhof 1998 auch räumlich vollzogen. Mit dem Bezug des Neubaus konnte eine markante Verbesserung der internen betrieblichen Abläufe erreicht werden. Den Archivbenutzern wird im Buchenhof eine moderne und zweckorientierte Arbeitsumgebung geboten.

## Bestände
Die Bestände des Staatsarchivs sind nach dem Provenienzprinzip gegliedert.
- Das Alte Archiv besteht aus den Unterlagen der Rechtsvorgänger des Kantons Aargau, d. h. den weltlichen und geistlichen Herrschaftsträgern auf seinem Territorium von 1027 bis 1798. Den Herrschaftsverhältnissen entsprechend gliedert sich das Alte Archiv in vier Unterabteilungen: Bernischer Aargau, Grafschaft Baden, Freie Ämter und Fricktal. Dies beinhaltet das Archiv der Tagsatzung in Baden (1526–1712)[2][3]. Des Weiteren sind im Alten Archiv die bis 1876 reichenden Unterlagen der säkularisierten Klöster ausgewiesen. Es finden sich hier unter anderem die Archive der Klöster Muri, Königsfelden und Wettingen.

- Das Helvetische Archiv dokumentiert die Übergangszeit der Helvetischen Republik von 1798 bis 1803. Die Unterlagen gliedern sich in die helvetischen Kantone Aargau, Baden und Fricktal.

- Das Neue Archiv enthält die Unterlagen der Behörden und der kantonalen Verwaltung seit 1803. Es ist in folgende Unterabteilungen gegliedert: Grosser Rat, Regierungsrat, Staatskanzlei, Departemente, Bezirksämter, unselbständige Staatsanstalten.

- Die Archivabteilung Rechtsprechung besteht aus den Unterlagen der kantonalen Justizbehörden. Sie umfasst die Bestände des Obergerichts sowie die Unterlagen der 11 Bezirksgerichte und der Friedensrichter seit 1803.

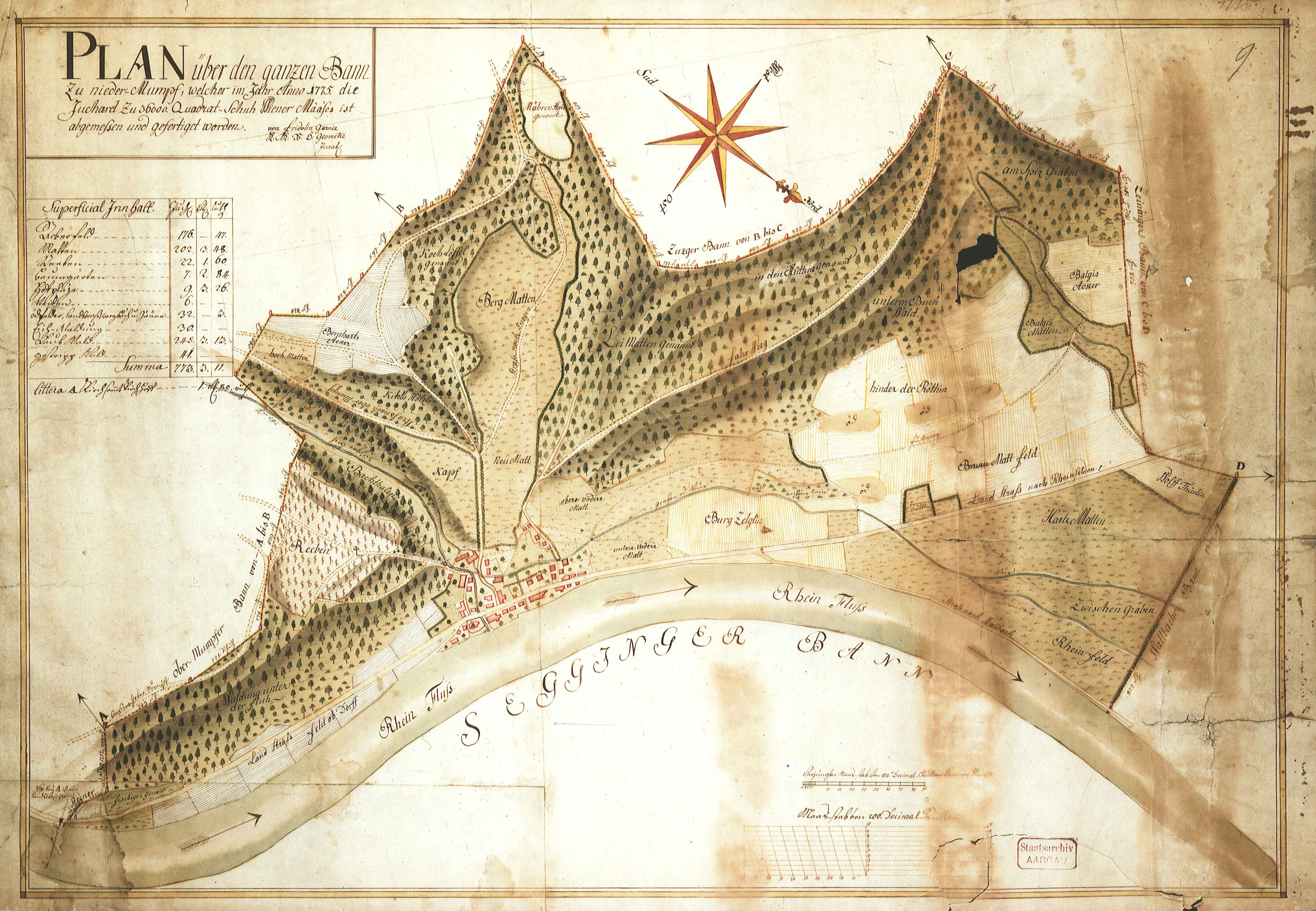
Beispiel eines Plans: Mumpf 1775

- Das Planarchiv umfasst Pläne aus der Zeit vor und nach der Kantonsgründung 1803. Dazu gehören die erst summarisch verzeichneten Planwerke des Kantons, wie die Michaeliskarte, der Meyer-Weiss-Atlas und die Karten von J. Scheuermann.

- Die Archive privater Herkunft bilden eine Ergänzung zum staatlichen Archivgut. Sie beinhalten nicht-amtliche Unterlagen, die von ausgewählten Personen, Organisationen, Institutionen und Firmen übernommen wurden. Hier findet sich beispielsweise neben Nachlässen wie jenem von Heinrich Zschokke und Paul Haller auch das historische Firmen- und Bucharchiv des Aarauer Verlags Sauerländer. Ein Teil der Nachlässe ist im Repertorium der handschriftlichen Nachlässe in den Bibliotheken und Archiven der Schweiz verzeichnet.

- Der Bereich Sammlungen umfasst verschiedene thematisch organisierte Teile. Darunter eine ca. 1800 Blätter umfassende Grafiksammlung, sowie die zwischen 1885 und 1895 angelegte volkskundliche Fotosammlung der Mittelschweizerischen Geographisch-Commerciellen Gesellschaft. Nicht zuletzt finden sich in diesem Bereich auch die Mikroformen der verfilmten Aargauer Kirchenbücher.

## Siehe auch

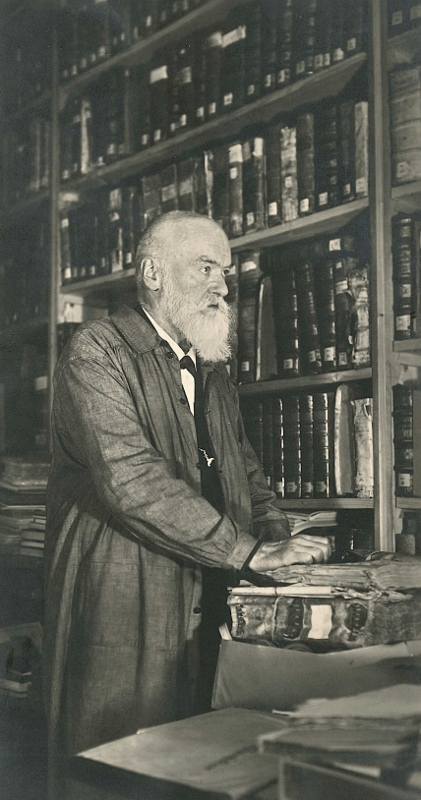
Der Rechtshistoriker Walther Merz im Staatsarchiv (1931)